# ابکومهیر
ابکومهیر (به انگلیسی: Abbeycwmhir) یک روستا در بریتانیا است که در پویس واقع شده‌است. ابکومهیر ۲۳۵ نفر جمعیت دارد.